# Judy Reyes
Judy Reyes (New York, 5 novembre 1967) è un'attrice statunitense di origine dominicana, conosciuta principalmente per il ruolo dell'infermiera Carla Espinosa nella serie televisiva Scrubs - Medici ai primi ferri, e per il ruolo della domestica Zoila Diaz in Devious Maids - Panni sporchi a Beverly Hills.

## Biografia
Nel 1992 è apparsa nella diciassettesima puntata della seconda stagione di Law & Order nel ruolo di Maria Barragon. Nel 1996 è apparsa nella quinta puntata della quarta serie di NYPD Blue nel ruolo di Anna Ortiz.
Dal 1999 al 2002 è apparsa in quattro episodi della serie Oz nel ruolo di Tina Rivera. Nel 2000 ha partecipato nel nono episodio della seconda stagione de I Soprano nel ruolo di Michelle. 
Dal 2001 al 2009 è stata membro del cast principale della serie tv Scrubs - Medici ai primi ferri nel ruolo di Carla Espinosa. Sempre nel 2001 è apparsa nel quindicesimo e diciassettesimo episodio della prima stagione di Third Watch - Squadra Emergenza nel ruolo di Gina Fuentes. Nel 2009 ha partecipato nella ottava puntata della prima serie di Hawthorne - Angeli in corsia nel ruolo di Vita, e nella nona puntata della prima stagione di Castle - Detective tra le righe nel ruolo di Theresa Candela.
Nel 2002 ha partecipato insieme ad altri attori della sitcom Scrubs al film Natale con i Muppet nel ruolo dell'infermiera Carla Espinosa. Nel 2010 è apparsa nella settima puntata della settima stagione di Medium. Ha preso parte alla serie televisiva medica Off the Map. 
Dal 2013 al 2016 ha recitato nella serie Devious Maids - Panni sporchi a Beverly Hills, dove interpreta Zoila Diaz, una delle protagoniste.

## Filmografia

### Cinema
- Jack and His Friends, regia di Bruce Ornstein (1992)
- No Exit, regia di David DiCerto e Michael DiCerto (1996)
- Godzilla, regia di Roland Emmerich (1998) - non accreditata
- Al di là della vita (Bringing Out the Dead), regia di Martin Scorsese (1999)
- King of the Jungle, regia di Seth Zvi Rosenfeld (2000)
- Home Invaders, regia di Gregory Wilson (2001)
- King of the Corner, regia di Peter Riegert (2004)
- Dirty, regia di Chris Fisher (2005)
- The Passion, regia di Judy Reyes (2007) (cortometraggio)
- The Poker Club, regia di Tim McCann (2008)
- Without Men, regia di Gabriela Tagliavini (2011)
- Gun Hill Road, regia di Rashaad ernesto Green (2011)
- Kaylien, regia di Zoe Saldana (2011) (cortometraggio)
- Girl Flu., regia di Dorie Barton (2016)
- The Circle, regia di James Ponsoldt (2017)
- All Together Now, regia di Brett Haley (2020)
- Smile, regia di Parker Finn (2022)
- Birth/Rebirth, regia di Laura Moss (2023)
- Tartarughe all'infinito (Turtles All the Way Down), regia di Hannah Marks (2024)
- Our Little Secret, regia di Stephen Herek (2024)

### Televisione
- Law & Order - I due volti della giustizia (Law & Order) – serie TV, episodio 2x17 (1992)
- Street Justice – serie TV, episodio 2x18 (1993)
- Cosby indaga (The Cosby Mysteries) – serie TV, episodio 1x04 (1994)
- New York Undercover – serie TV, episodio 1x06 (1994)
- CBS Schoolbreak Special – serie TV, episodio 12x06 (1995)
- NYPD - New York Police Department (NYPD Blue) – serie TV, episodio 4x05 (1996)
- Cosby – serie TV, episodio 2x01 (1997)
- Oz – serie TV, 5 episodi (1999-2002)
- I Soprano (The Sopranos) – serie TV, episodio 2x09 (2000)
- 100 Centre Street – serie TV, episodio 1x07 (2001)
- Squadra emergenza (Third Watch) – serie TV, episodi 2x15-2x16 (2001)
- Scrubs - Medici ai primi ferri (Scrubs) – serie TV, 169 episodi (2001-2009)
- Natale con i Muppet (It's a Very Merry Muppet Christmas Movie) – film TV (2002)
- Squadra Med - Il coraggio delle donne (Strong Medicine) – serie TV, episodio 6x10 (2005)
- Il coraggio di Luz (Little Girl Lost: The Delimar Vera Story) – film TV (2008)
- Scrubs: Interns – web serie (2009)
- Hawthorne - Angeli in corsia (Hawthorne) – serie TV, episodio 1x08 (2009)
- Castle - Detective tra le righe (Castle) – serie TV, episodio 1x09 (2009)
- Medium – serie TV, episodio 7x07 (2010)
- Law & Order - Unità vittime speciali (Law & Order: Special Victims Unit) – serie TV, episodio 13x03 (2011)
- Off the Map – serie TV, episodi 1x06-1x07 (2011)
- Happily Divorced – serie TV, episodio 2x11 (2012)
- iZombie – serie TV, episodio 1x02 (2015)
- Fresh Off the Boat – serie TV, episodio 2x06 (2015)
- The Good Wife – serie TV, episodio 7x14 (2016)
- Devious Maids - Panni sporchi a Beverly Hills (Devious Maids) – serie TV, 49 episodi (2013-2016)
- Blue Bloods – serie TV, episodio 7x05 (2016)
- Jane the Virgin – serie TV, 10 episodi (2015-2017)
- Search Party – serie TV, episodi 2x04-2x06-2x07 (2017)
- Giorno per giorno (One Day at a Time) – serie TV, 4 episodi (2017-2018)
- Succession – serie TV, episodi 1x02-1x03-1x04 (2018)
- Claws – serie TV, 20 episodi (2017-2018)
- Black-ish – serie TV, episodio 7x03 (2020)
- Florida Man - miniserie TV, 2 puntate (2023)
- Gli orrori di Dolores Roach (The Horror of Dolores Roach) – serie TV, 3 episodi (2023)
- High Potential – serie TV (2024-2025)

## Doppiatrici italiane
Nelle versioni in italiano delle opere in cui ha recitato, Judy Reyes è stata doppiata da:
- Ilaria Latini in Scrubs - Medici ai primi ferri, Castle - Detective tra le righe, Il coraggio di Luz, Jane the Virgin, Blue Bloods, Succession, All Together Now, Smile, Our Little Secret
- Laura Romano in Devious Maids - Panni sporchi a Beverly Hills, iZombie, The Good Wife, High Potential
- Laura Lenghi in Law & Order - I due volti della giustizia
- Barbara De Bortoli in NYPD - New York Police Department
- Chiara Colizzi in Natale con i Muppet
- Cinzia Candela in Girl Flu.
- Daniela D'Angelo in Better Things
- Francesca Guadagno in Medium
- Angela Brusa in Law & Order - Unità vittime speciali
- Sara Onorato in Giorno per giorno
- Tiziana Avarista in The Circle
- Paola Majano in Dirty John
- Antonella Baldini in Claws
- Barbara Berengo Gardin in Florida Man